# Fint

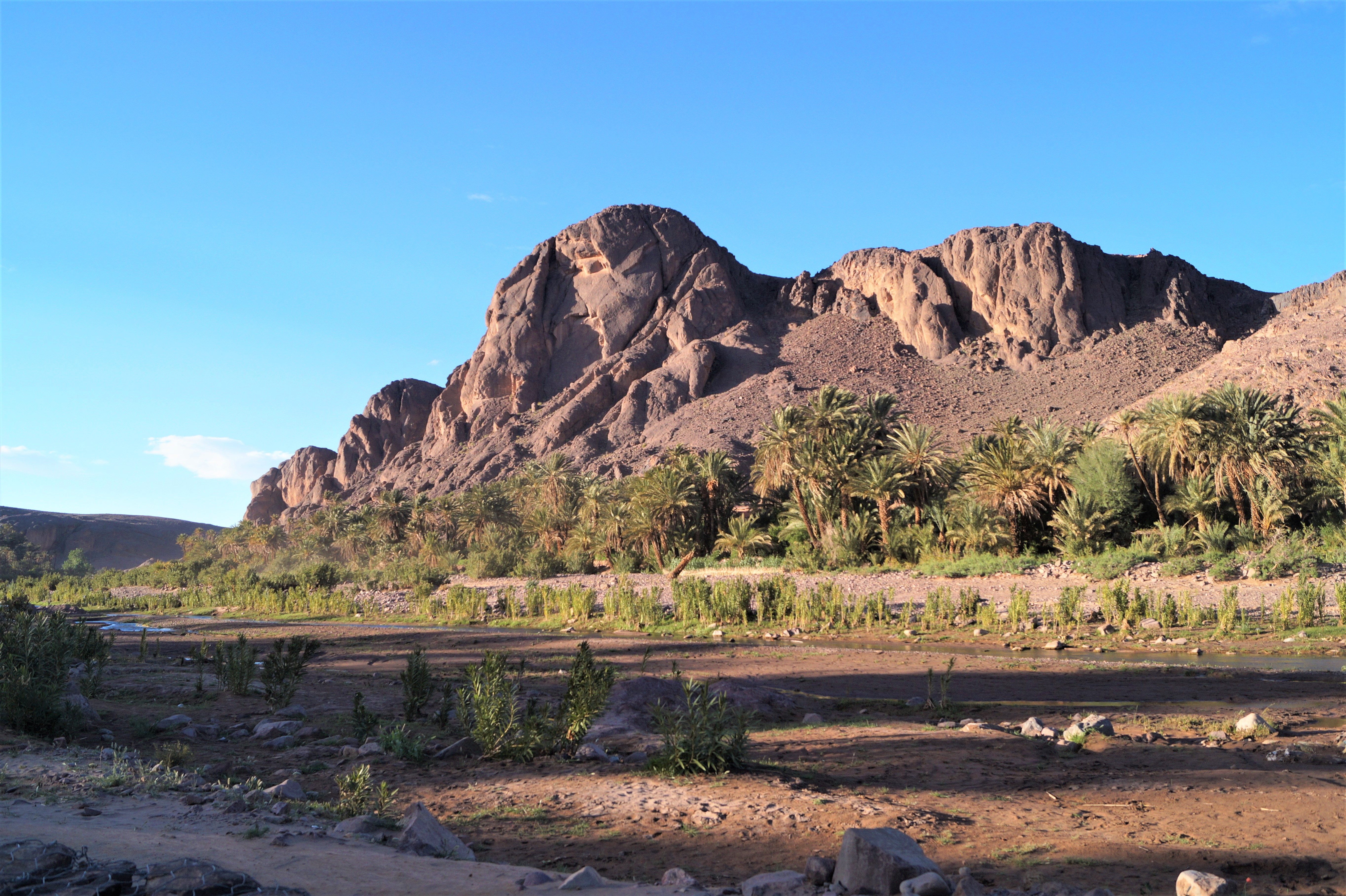
Im Oasental Fint (2019)

Fint oder Finnt ist ein aus mehreren Dörfern bestehendes Oasental südlich der Stadt Ouarzazate in der Region Drâa-Tafilalet im Süden Marokkos.

## Lage und Klima
Die Oase Fint liegt am zumeist ausgetrockneten Assif n’Tidili etwa 19 km (Fahrtstrecke) südlich von Ouarzazate in einer Höhe von ca. 1100 m; die westliche Grenze bildet der von einer Glaoui-Kasbah überragte Ort Tifoultoute. Das Klima ist gemäßigt bis warm, nachts kann es jedoch stark abkühlen; der spärliche Regen (ca. 150 mm/Jahr) fällt nahezu ausschließlich im Winterhalbjahr.

## Einwohner
Die insgesamt etwa 1000 Einwohner der verschiedenen Dörfer des Tals (darunter Wangarf, Taherbilte, Timoula und Belghizi) sind nahezu ausschließlich berberischer Abstammung, wobei aber auch vielfältige dunkelhäutige Einflüsse festgestellt werden können; gesprochen wird der regionale Berberdialekt.

## Wirtschaft
Die Menschen des Tals betreiben eine auf der Dattelpalme basierende Oasenwirtschaft; auf kleinen Parzellen werden im Frühjahr auch Bohnen, Möhren etc. angebaut. Viehzucht (Schafe, Ziegen; Hühner) wird nur noch in geringem Umfang betrieben.

## Geschichte
Mangels schriftlicher Aufzeichnungen ist über die Geschichte des Ortes so gut wie nichts bekannt, doch bereits jungsteinzeitliche Jäger dürften die Gegend durchstreift haben. Wegen der schlechten Anbindung an die Hauptverkehrswege des Südens ist das Leben in der Oase noch recht einfach geblieben; erst Ende des 20. Jahrhunderts entwickelte sich ein rudimentärer Tourismus.

## Sehenswürdigkeiten
Hauptsehenswürdigkeit ist die Oase selbst, d. h. die Natur; die Felder und die Stampflehmbauten der Menschen. Diverse Spaziergänge (auch in Begleitung von Eseln) sind möglich.